# 帕科奧爾科山
15°35′25″S 72°21′37″W / 15.59028°S 72.36028°W
帕科奧爾科山（P'aqu Urqu），是秘魯的山峰，位於該國南部阿雷基帕大區的卡斯蒂利亞省，屬於安第斯山脈的一部分，處於亞納瓦拉山西北面，海拔高度約5,000米。